# درة درة العليا (بابويي)
درة درة العلیا (بالفارسية: دره‌دره علیا) هي قرية تقع في إيران في قسم بابويي الريفي. يقدر عدد سكانها بـ 81 نسمة .